# Cyphon palustris
Cyphon palustris är en skalbaggsart som beskrevs av Thomson 1855. Cyphon palustris ingår i släktet Cyphon, och familjen mjukbaggar. Arten är reproducerande i Sverige.